# Dorfkirche Gornsdorf

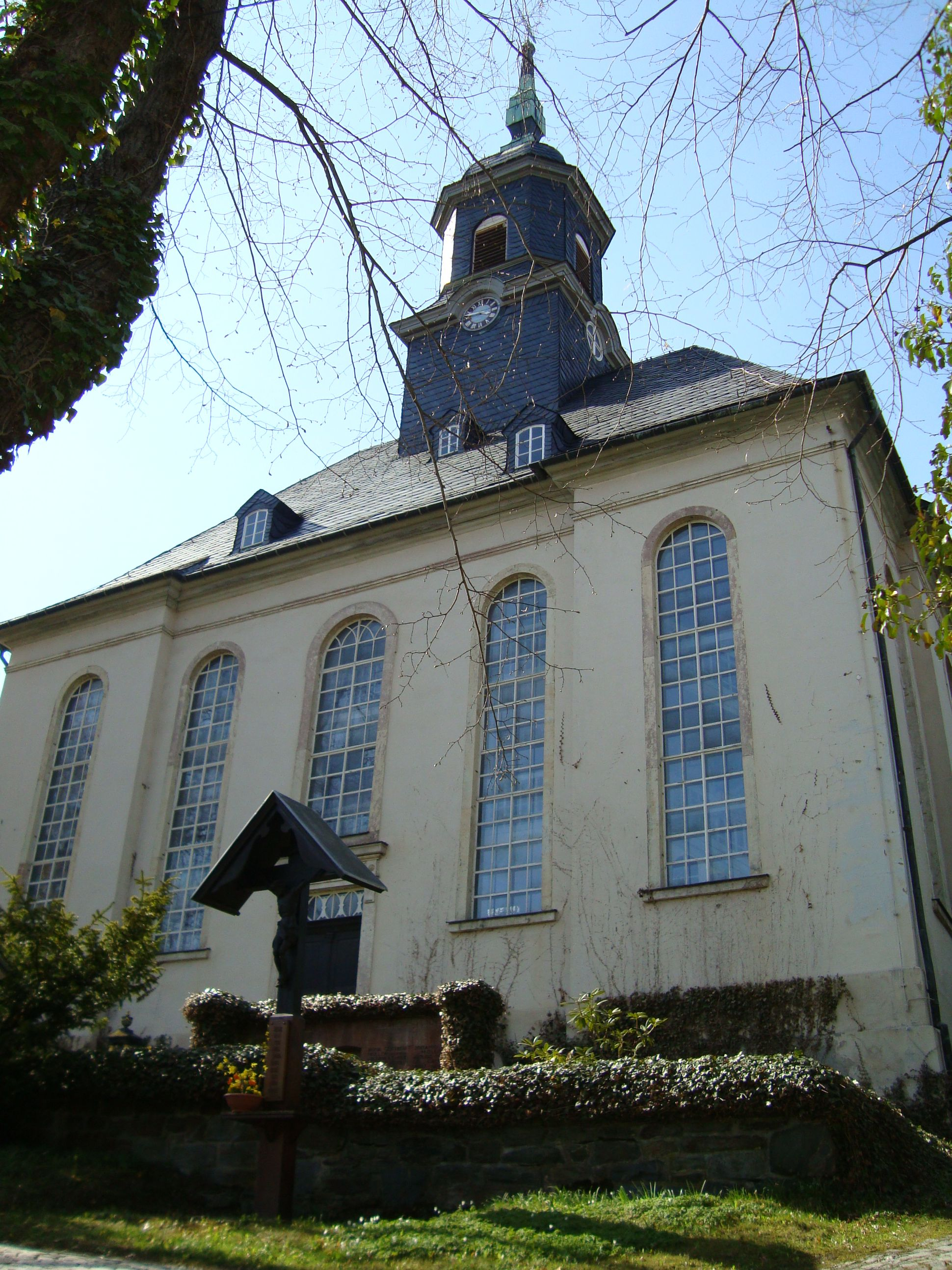
Kirche Gornsdorf

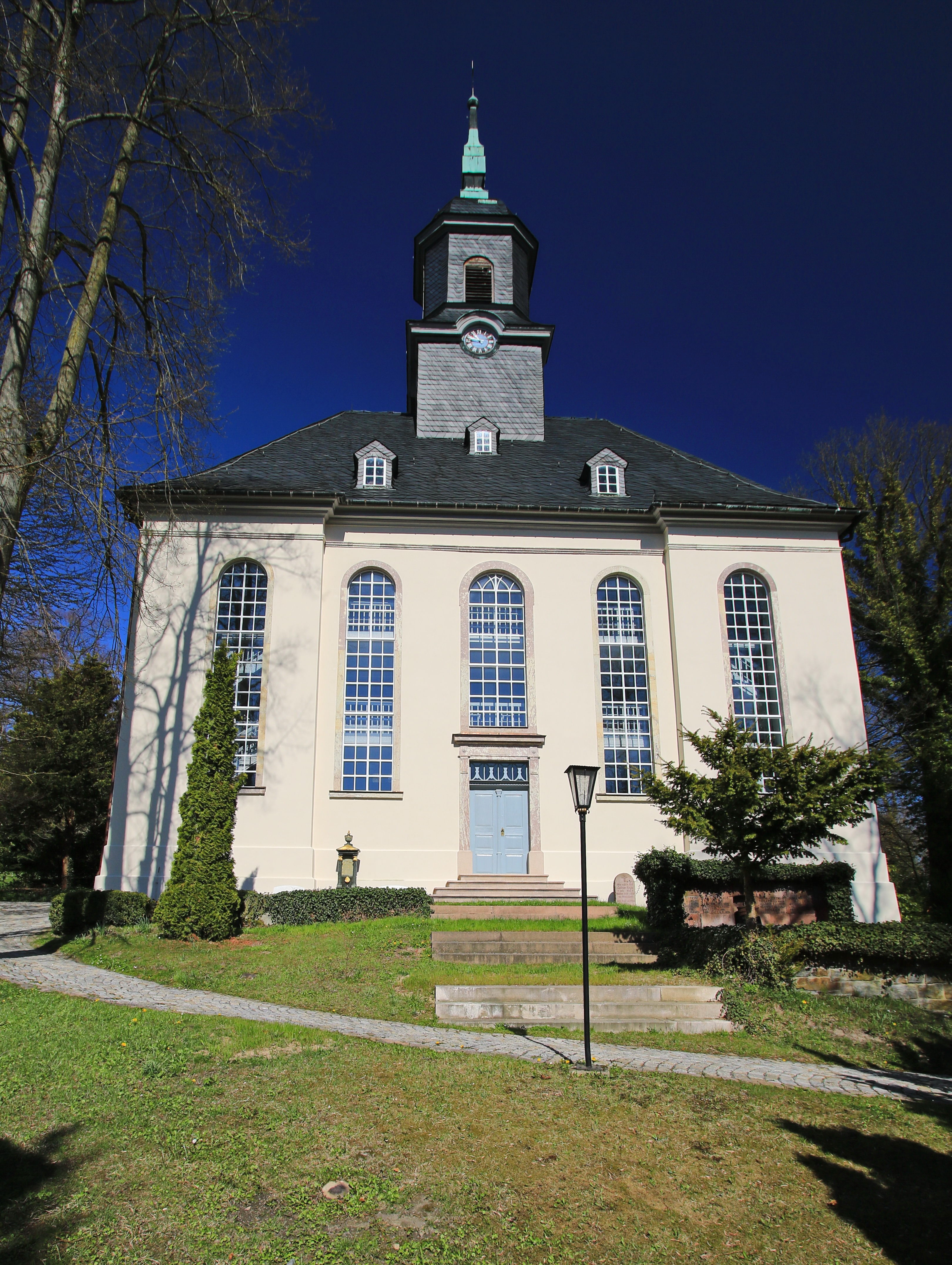
Ansicht von Süden

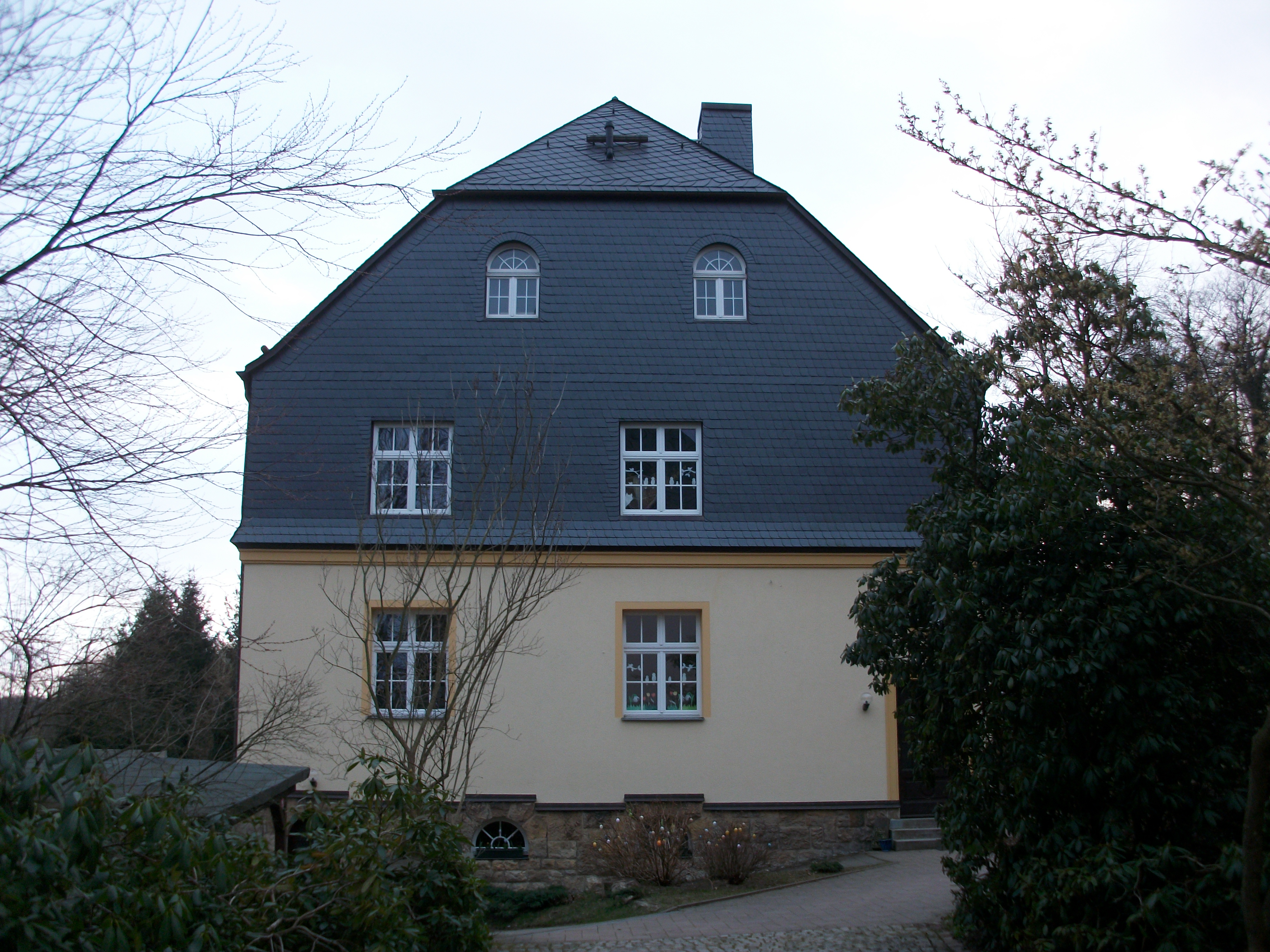
Pfarrhaus Gornsdorf

Die evangelische Dorfkirche Gornsdorf ist eine spätbarocke Saalkirche in der Gemeinde Gornsdorf (Verwaltungsgemeinschaft Burkhardtsdorf) im Erzgebirgskreis in Sachsen. Sie gehört zur Kirchengemeinde Gornsdorf im Christuskirchspiel Erzgebirge der Evangelisch-Lutherischen Landeskirche Sachsens.

## Geschichte und Architektur
Die beachtenswerte Saalkirche im späten Barock zeigt eine zentralisierende Tendenz im Innern und hat eine Ausstattung im Biedermeierstil erhalten. Sie wurde in den Jahren 1821/22 als Ersatz für das baufällige Vorgängerbauwerk in leicht nach Süden herausgerückter Lage nach Entwurf von Johann Traugott Lohse erbaut. Restaurierungen wurden in den 1960er Jahren im Innern, 1980/82 außen und 1997 innen durchgeführt. Das Bauwerk ist ein Putzbau mit steilem Walmdach und reich gegliedertem Dachreiter. Die wohlproportionierten Fassaden werden durch gestreckte Rundbogenfenster und Risalite bestimmt.
Das Innere zeigt eine zentralisierende Wirkung durch die umlaufenden zweigeschossigen Emporenarchitekturen, die an den Schmalseiten als verglaste Logen ausgebaut sind. Die Brüstungsbemalung mit Girlanden und Kränzen wurde von Johann Georg Gottlob Dosten aus Lungwitz ausgeführt.

## Ausstattung
Das Hauptstück der Ausstattung ist ein Kanzelaltar mit ionischen Säulen, der wie die runde hölzerne Taufe mit quadratischem pultförmigem Deckel und Engelskopf von Johann Georg Gottlob Dosten zur Bauzeit gestaltet wurde. Ein großer barocker Taufengel aus Holz ist mit der Jahreszahl 1702 datiert. Zwei geschnitzte Evangelistenfiguren Matthäus und Johannes sind Werke des 17. Jahrhunderts.
Die Orgel mit feingestaltetem biedermeierlichem Prospekt von Christian Gottlob Steinmüller zeigt als Bekrönung zwei Schmuckvasen, dazwischen eine Kartusche mit der Jahreszahl 1822. Das historische Gehäuse enthält heute ein Werk der Firma Schmeisser aus dem Jahr 1912.
Der beachtenswerte Kronleuchter der Kirche wurde 1890 gestiftet. Drei Bronzeglocken aus dem Jahr 2007 bilden das Geläut.
Neben dem Seiteneingang steht ein zweisäuliges spätklassizistisches Marmorgrabdenkmal mit Dreiecksgiebel und Schmuckvase für den Strumpffabrikanten Friedrich Ehregott Drechsel († 1844). Auf dem Friedhof steht ein romanischer Taufstein aus rotem Porphyr, der vermutlich aus dem Vorgängerbauwerk stammt.

## Umgebung
Die Kirche ist umgeben von einem Friedhof mit „Leichenhäusel“ aus dem Jahr 1673, der zum Teil noch eine ältere Einfriedung bewahrt hat. Das Friedhofstor, das Kantorat und das Pfarrhaus vervollständigen das Gebäudeensemble.